# ブリクシア (小惑星)
ブリクシア (521 Brixia) は、小惑星帯に位置する小惑星である。
レイモンド・スミス・ドゥーガンがハイデルベルクで発見した小惑星で、イタリアの都市ブレシアのラテン語名にちなんで名づけられた。
2006年3月に鹿児島県で掩蔽が観測された。